# Ernst Hammer
Pour les articles homonymes, voir Hammer.
Dipl.-Ing. Ernst Hammer (20 octobre 1884 à Falkenau an der Eger – 2 décembre 1957 à Vienne) est un Generalleutnant allemand qui a servi dans la Heer au sein de la Wehrmacht pendant la Seconde Guerre mondiale.
Il a été récipiendaire de la croix de chevalier de la Croix de fer. La croix de chevalier de la Croix de fer est attribuée pour récompenser un acte d'une extrême bravoure sur le champ de bataille ou un commandement militaire avec succès.

## Biographie
Ernst Hammer est capturé par les troupes américaines en avril 1945 et est libéré en avril 1947.

## Promotions
| Vormeister           | 1er février 1904   |
| Korporal             | 1er mai 1904       |
| Reserve-Feuerwerker  | 1er octobre 1904   |
| Leutnant der Reserve | 1er janvier 1905   |
| Leutnant             | 1er mai 1907       |
| Oberleutnant         | 1er novembre 1912  |
| Hauptmann            | 1er septembre 1915 |
| Major                | 1er juillet 1920   |
| Oberstleutnant       | 1er juin 1924      |
| Oberst               | 14 octobre 1930    |
| Generalmajor         | 22 décembre 1935   |
| Generalleutnant      | 1er novembre 1940  |

## Décorations
- Croix d'honneur pour combattants 1914-1918
- Croix de fer (1939)
  - 2e Classe
  - 1re Classe
- Médaille du Front de l'Est
- Croix de chevalier de la Croix de fer
  - Croix de chevalier le 20 décembre 1941 en tant que Generalleutnant et commandant de la 75. Infanterie-Division[1]